# Stadion Šubićevac
Stadion Šubićevac višenamjenski je stadion smješten u Šibeniku. Svoje domaće utakmice na njemu odigrava HNK Šibenik. Kapacitet stadiona iznosi 3412 sjedećih mjesta. 
Gradio se od 1946. do 1948. godine u gradskoj četvrti Šubićevac. Službeno je otvoren 1. svibnja 1948. pod imenom  Stadion Rade Končar.
Godine 2016., odmah uz stadion, izgrađeno je i igralište s umjetnom travom.

## Povijest
Početkom 1946. godine započinje akcija izgradnje stadiona ”Rade Končar” s nogometnim igralištem, lakoatletskom stazom, pomoćnim igralištima za tenis, košarku i odbojku, zgradom za svlačionice, betonskim tribinama. Za mjesto na kojem će se to graditi odabran je Šubićevac, odnosno mjesto gdje je talijanski okupator 22. svibnja 1942. godine strijeljao grupu od 26 dalmatinskih prvoboraca na čelu s Radom Končarom po kojem je stadion i dobio ime.
U prvoj etapi izgradnje stadiona koja je trajala dvije godine sudjelovalo je više tisuća članova Narodnog fronta, Narodne omladine, članova sportskih organizacija Šibenika... U tom je razdoblju savladan težak i kršovit teren, uređeno nogometno igralište, postavljen betonski ogradni zid te izgrađen jedan dio betonskih tribina sa 640 sjedećih mjesta.
Otvorenje stadiona ”Rade Končar” izvršeno je 1. svibnja 1948. godine. Tom su prigodom odigrane i dvije utakmice; Hajduk je pobijedio Šibenik s 4:2, dok je idućeg dana Šibenik s 3:2 pobijedio kombiniranu momčad Hajduka i Mornara.
Radovi na uređenju stadiona nastavljeni su 1951. pa zatim 1955. godine, kada je izvršena drenaža igrališta. Osim toga, provedena je i kanalizacijska mreža i postavljeni hidranti, a proširene su i tribine za još 1360 sjedećih mjesta. Godine 1958., po nalogu Nogometnog saveza Jugoslavije, trebalo je ozeleniti igralište, izgraditi atletsku stazu, ograde i pomoćne terene. Taj je posao završen u sezoni 1958./’59.
Veće zahvate stadion je doživio 1979. godine prilikom održavanja MIS-a. Tada je izgrađena istočna tribina, upravna zgrada, postavljena je nadstrešnica na zapadnoj tribini. Uoči nastupa mlade reprezentacije Hrvatske 2000. godine montirane su sjedalice na zapadu. Semafor je postavljen u svibnju 2007. godine.
Prvi radio prijenos sa stadiona ”Rade Končar” vršila je Radio stanica Osijek u srpnju 1952. godine. Prenosili su drugo poluvrijeme utakmice Šibenik – Proleter (0:2). Bila je to utakmica u završnom dijelu prvenstva NR Hrvatske.
Godine 2016., pokraj glavnog igrališta, izgrađeno je pomoćno nogometno igralište s umjetnom travom. 
Godine 2020., odlukom Hrvatskog nogometnog saveza, stadionu na Šubićevcu dodijeljeno je domaćinstvo završnice Hrvatskog nogometnog kupa.
Godine 2021. odlukom Hrvatskog nogometnog saveza, stadion na Šubićevcu dobio je hibridni travnjak.

## Zanimljivosti
- Dana 21. rujna 1979. godine jugoslavenska nogometna reprezentacija u sklopu Mediteranskih igara pred čak 21 tisućom gledatelja odigrala utakmicu s reprezentacijom Egipta, čime je oboren rekord posjećenosti na stadionu. Rekord do danas nije oboren.
- Početkom sezone 2008./09. stadion je koristio i NK Zadar zbog nedobivanja licence za svoje Stanove.[4]
- 9. veljače 2003. godine hrvatska nogometna reprezentacija na Šubićevcu odigrala prijateljsku utakmicu s Makedonijom. Konačni rezultat bio je 2:2.
- 16. listopada 2014. godine hrvatska nogometna reprezentacija do 21 godine odigrala prijateljsku utakmicu. Stadion brojio oko 3000 ljudi.
- 2015. godine mlada nogometna reprezentacija Hrvatske odigrala kvalifikacijsku utakmicu na Šubićevcu. Stadion brojio oko 4300 gledatelja.
- 21. svibnja 2016. godine HNK Šibenik odigrao posljednje kolo 2. HNL na Šubićevcu protiv Cibalije. Utakmicu gledalo više od 5000 ljudi.
- 29. svibnja 2016. godine HNK Šibenik odigrao prvu kvalifikacijsku utakmicu za plasman u 1. HNL s Istrom 1961 (1:1). Utakmicu gledalo gotovo 5000 ljudi.

## Vanjske poveznice
- O stadionu na stranicama HNK Šibenik  Arhivirana inačica izvorne stranice od 8. ožujka 2021. (Wayback Machine)